# Trinta-réis-de-bico-vermelho
O trinta-réis-de-bico-vermelho (Sterna hirundinacea) é uma ave caradriiforme da família dos larídeos, recorrente na costa da América do Sul, variando do Peru ao Brasil. Tais aves medem cerca de 41 cm de comprimento e pesar 160 g. Possui bico e pés vermelhos.

## Descrição

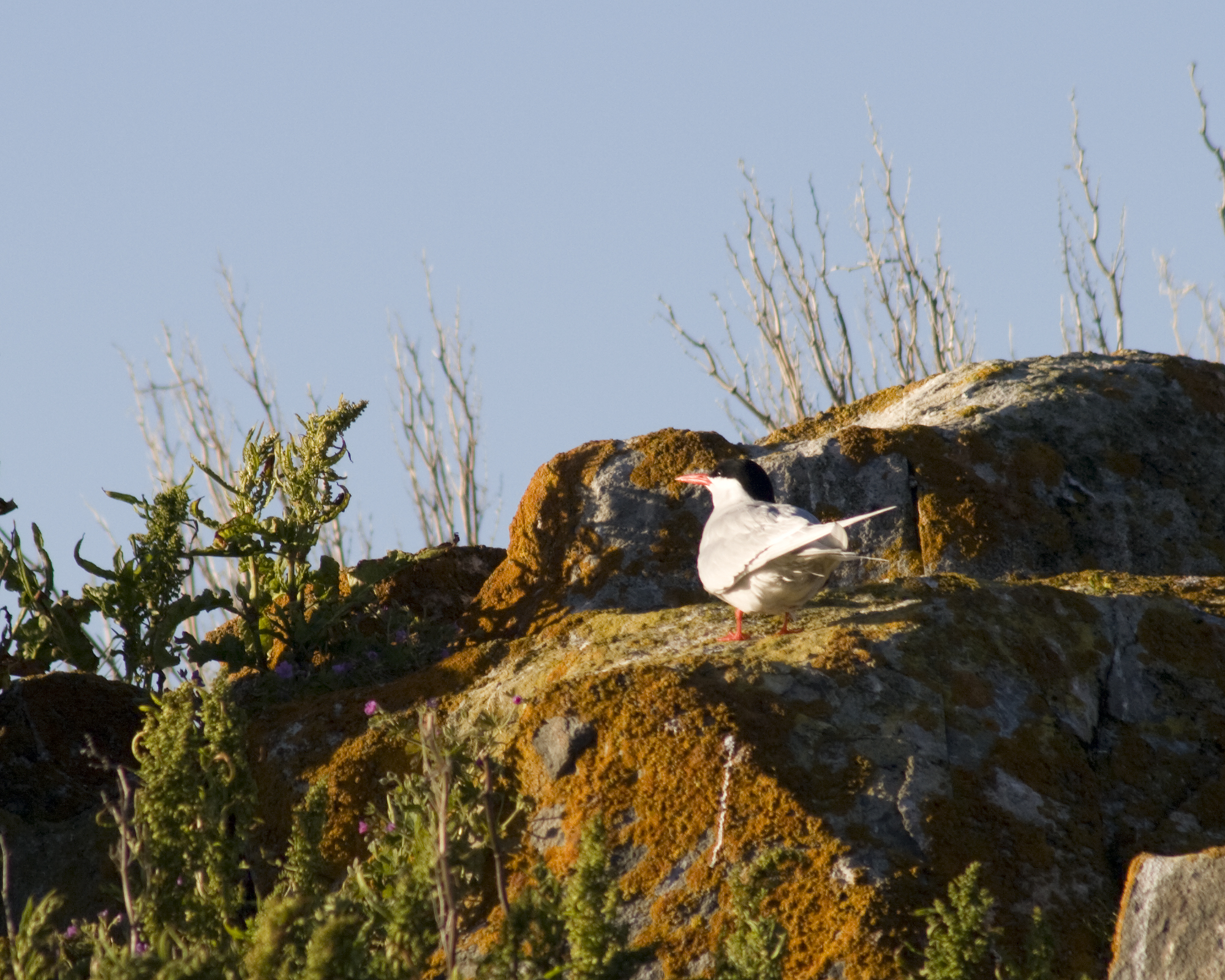
Uma trinta-réis-de-bico-vermelho

A trinta-réis-de-bico-vermelho mede entre 40–44 centimetres (16–17 in) de comprimento, sendo maior do que a andorinha-do-mar-comum (Sterna hirundo) e a gaivinha-do-ártico] (Sterna paradisaea). Por outro lado, se assemelham muito a essas espécies em plumagem em todas as épocas do ano. O bico é maior e vermelho nos adultos, não apresentando barra escura no carpo da asa. A tampa preta se estende abaixo do olho, geralmente separada dele por um crescente branco, e a borda posterior da tampa é nitidamente definida. Os jovens têm partes superiores escuras e mantêm seus terciais barrados em sua plumagem imatura.

## Distribuição
É encontrada nas costas da metade sul da América do Sul. Sua área de reprodução se estende na costa atlântica do centro-leste do Brasil ao sul através da Argentina e das Ilhas Malvinas até a Terra do Fogo. Na costa do Pacífico se reproduz no sul do Peru e no Chile. No inverno, as aves do extremo sul da cadeia migram para o norte, para o Equador, Uruguai e sul do Brasil.

## Comportamento
A espécie se alimenta de peixes, crustáceos e outros pequenos invertebrados. Nidifica em ilhas, praias e topos de penhascos e, quando não está reproduzindo, pode ser vista no mar, em estuários e portos.
Um relato de 1877 descreveu uma colônia reprodutiva encontrada em uma praia na província de Chubut, na Argentina. Um grande número de pássaros estava fazendo ninhos em uma área de cerca de 130 metros quadrados (150 jardas quadradas). Os ninhos eram meros arranhões no cascalho, cada um contendo um, dois ou três ovos. Eram menores que os ovos da andorinha-do-mar-comum, mas se assemelhavam a eles na aparência geral, embora cada um tivesse uma marcação diferente. Foi difícil caminhar entre os ninhos sem esmagar os ovos, e estimou-se que poderia haver 135.000 pássaros em nidificação, com 67.500 ninhos contendo 112.500 ovos.